# Rose Pettigrew
Rose Amy Pettigrew (Portsmouth, 25 febbraio 1872 – post 1947) è stata una modella britannica, sorella minore delle modelle Hetty e Lily Pettigrew.

## Biografia
Rose Amy nacque nel 1872 ed era la più piccola delle trio delle sorelle Pettigrew, che erano tra i tredici figli del tagliatore di sughero William Joseph Pettigrew e di Harriet Davis.

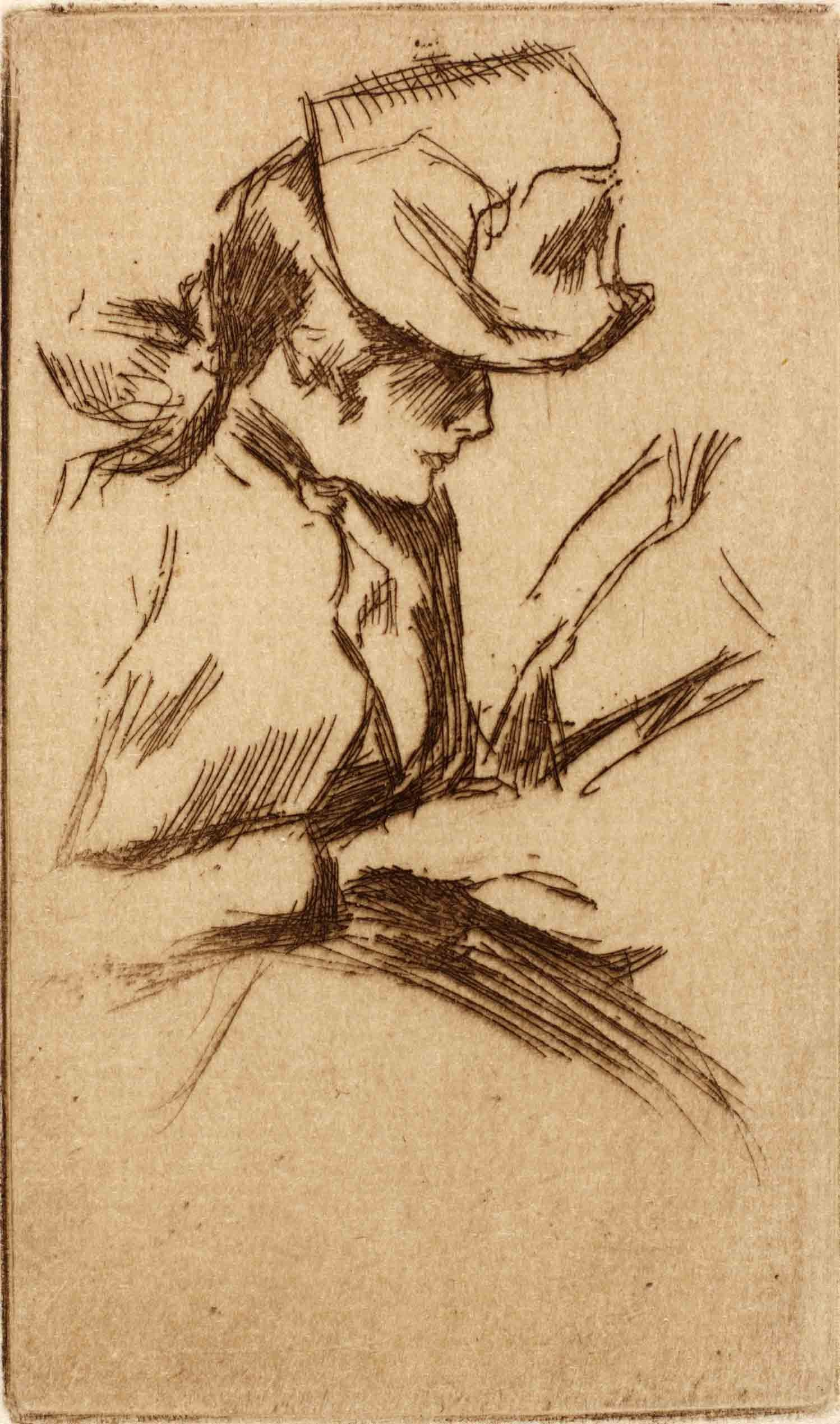
Rose ritratta da Beatrice Godwin Whistler tra il 1888 e il 1893.

Nel 1882 suo padre morì improvvisamente, quando ella aveva dieci anni e sua madre si trasferì a Londra con lei e le due sorelle maggiori: qui le ragazze scoprirono il mondo dell'arte, diventando delle modelle di pittori come James McNeill Whistler e sua moglie Beatrice, William Holman Hunt, John Everett Millais, Philip Wilson Steer  e altri. Steer fu il primo artista ad esporre dei ritratti di Rose con il suo nome, a partire dal 1889. La ragazza si affezionò a lui e, a quanto pare, se ne innamorò, ma non riuscì a stabilire una relazione con lui. Ella stessa nelle sue memorie scritte in tarda età fornisce varie informazioni su di sé e sulle sue sorelle:
Rose conobbe James Whistler nel 1884-1885 e potrebbe aver posato per Colore della carne e argento (Flesh Colour and Silver), o Le giocatrici di carte (The Card Players). Posò anche per vari disegni a pastello e nelle sue memorie scrisse che ella era solita pranzare con Whistler e sua moglie Beatrice nella loro casa a Tite Street. Ella afferma che un tempo Beatrice voleva adottarla. Nel 1891 Rose era una delle modelle più importanti dell'artista, in quanto posava cinque giorni a settimana per disegni a matita, a pastello e acquerelli. Abbott McNeill Whistler chiamò la sua serie di disegni a pastello ritraenti Rose con un neonato la "serie Rosie". La bambina poteva essere Harriet Lilian, la figlia di Alfred, uno dei fratelli maggiori di Rose, e di sua moglie Jane, nata nel 1885.
Il 6 luglio 1896, ella si sposò con Harry Waldo Warner (1875-1945), un compositore, concertista e uno dei fondatori del Quartetto della Corda di Londra. Dopo il matrimonio, Rose si ritirò dalla carriera da modella. Intorno al 1947 scrisse le sue memorie (in inglese: Memoirs), che furono pubblicate postume.

## Galleria d'immagini

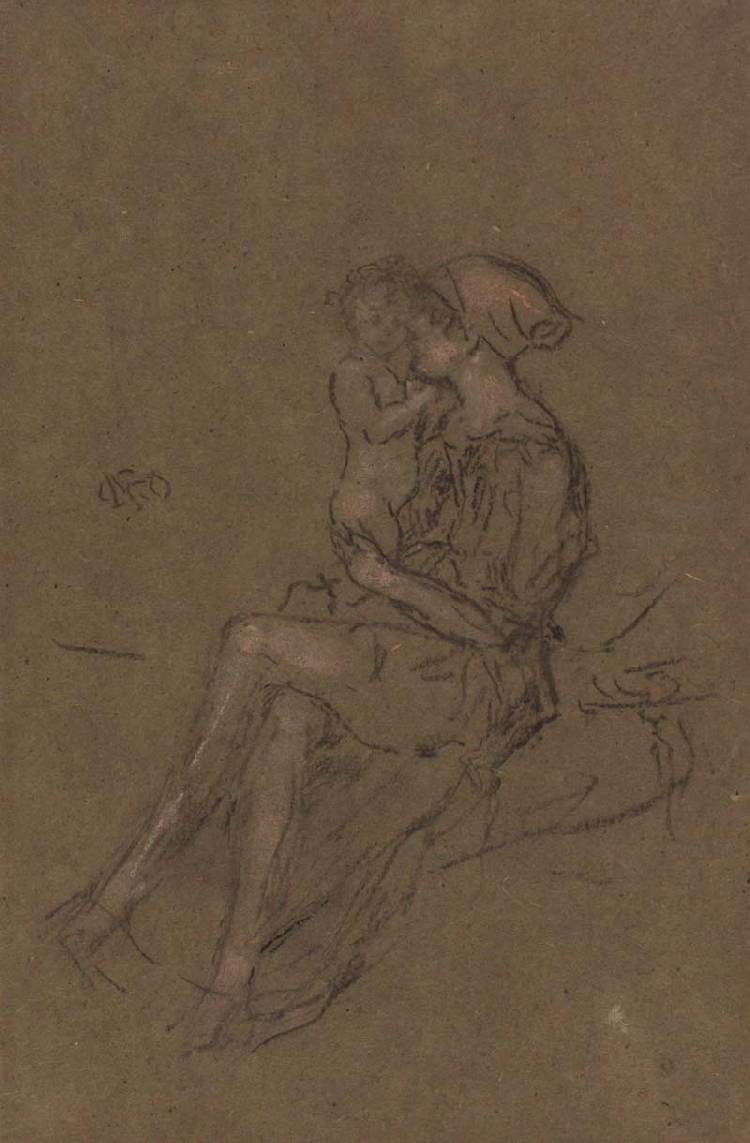
James Abbott McNeill Whistler, Rose Pettigrew che regge un bebè, 1890 circa
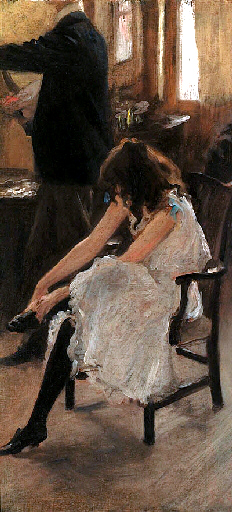
Philip Wilson Steer, Autoritratto con modella (Rose Pettigrew), 1894
James Abbott McNeill Whistler, Le giocatrici di carte, 1895
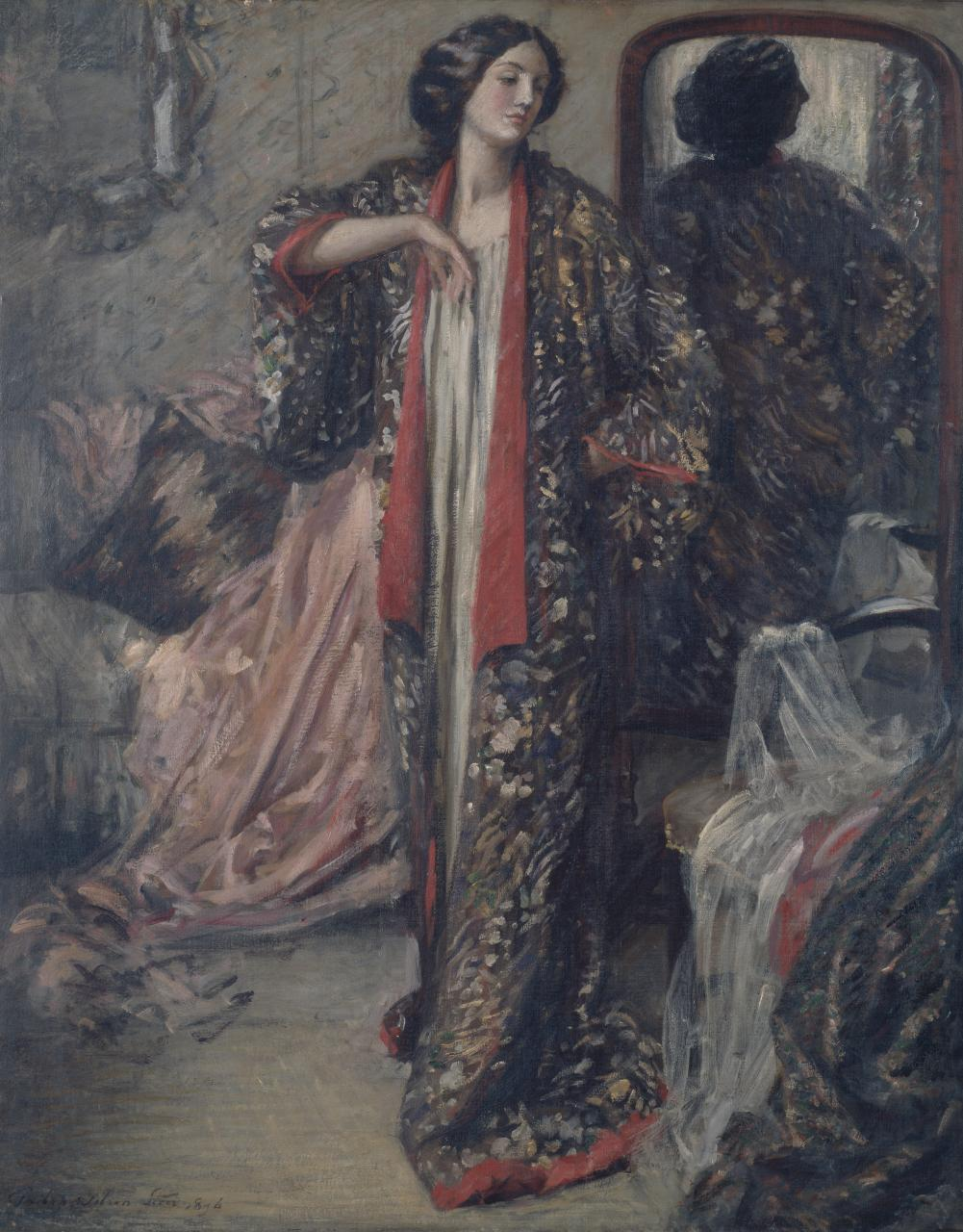
Philip Wilson Steer, L'abito giapponese, 1896